# BASIC Stamp

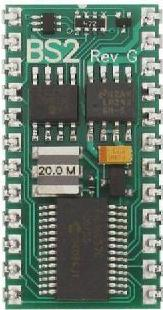
Płytka z kontrolerem Basic Stamp

Basic stamp – zbiorcza nazwa mikrokontrolerów firmy Parallax,Inc z wbudowanym interpreterem języka Basic (PBASIC). 

## Budowa

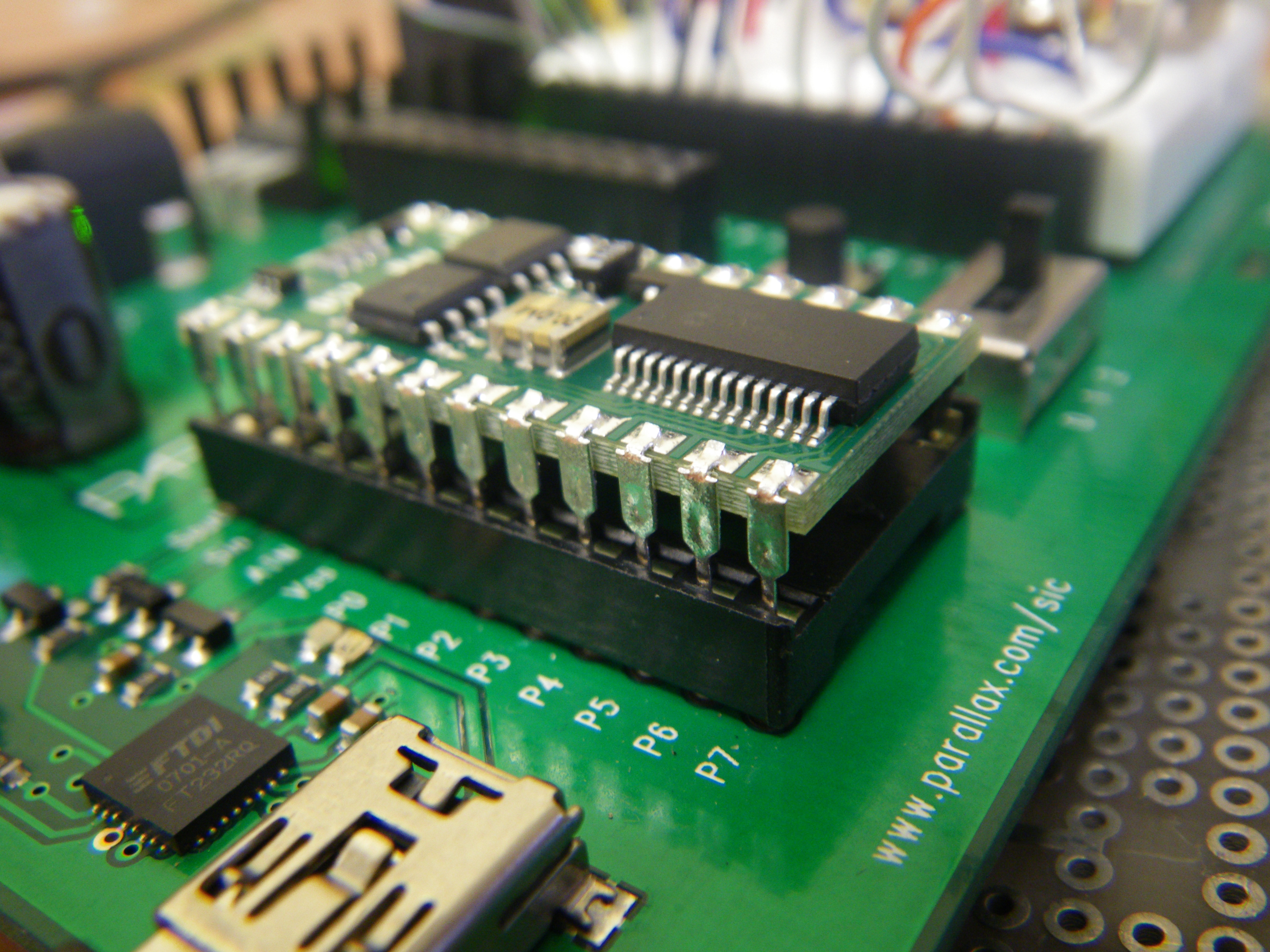
BASIC Stamp 2 na płycie "stamp in class"

Zbudowane w formie DIP, układy scalone zawierają:
- Mikrokontroler z procesorem,
- Wbudowany ROM zawierający interpretator języka BASIC
- Pamięć EEPROM
- Zegar, zwykle w formie rezonatora ceramicznego
- Port zasilania (bateria 9V lub zasilacz)
- piny wejść/wyjść

Efektem prostej konstrukcji jest fakt, iż wystarczy podłączyć zasilanie, aby uzyskać kompletny system. Programowanie odbywa się przez podłączenie modułu do komputera PC przez port USB (lub w zależności od wersji przez RS232) i wgranie napisanego programu za pomocą udostępnionego przez producenta edytora języka PBASIC. 
Basic stamp jest programowany przez jedną z wersji języka BASIC zwaną PBASIC.
PBASIC zawiera zintegrowane z mikrokontrolerem funkcje, m.in. PWM, transmisję szeregową, I²C, 1-Wire, komunikację z popularnymi sterownikami LCD oraz zdolność do badania czasu w obwodach RC, co może być przydatne do odczytu wartości analogowych.

## Wersje
Obecnie wyróżnia się 4 wersje:
1. BASIC Stamp 1 (BS1),

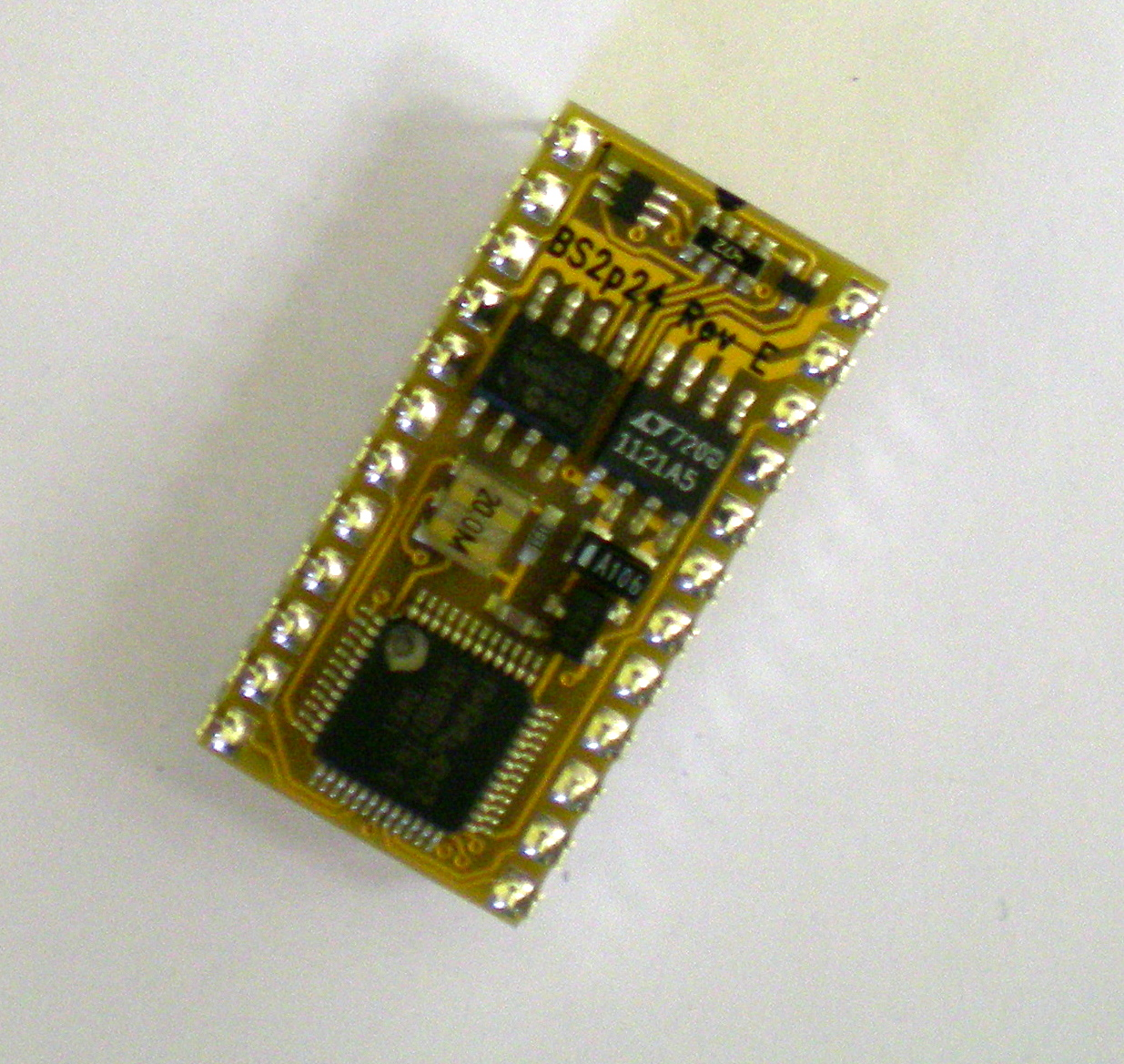
BASIC Stamp z serii 2p24

2. BASIC Stamp 2 (BS2), z sześcioma rodzajami: 
  1. BS2e
  2. BS2sx
  3. BS2p24
  4. BS2p40
  5. BS2pe
  6. BS2px
3. Javelin Stamp
4. Spin Stamp.

Wersja Javelin stamp programowana jest przez podzbiór języka Java firmy Sun Microsystems.
Wersja Spin stamp korzysta z opracowanej przez Parallax inc. języka SPIN.